# Territ trencaones
El territ trencaones (Calidris virgata) és una espècie d'ocell de la família dels escolopàcids (Scolopacidae) que alguns autors consideren l'única espècie del gènere Aphriza (Audubon, 1839). En estiu habita sobre terreny pedregós per sobre del límit dels arbres, a Alaska. En hivern a les costa americanes del Pacífic, des del sud d'Alaska fins a Xile.